# Sommer-Paralympics 2016/Teilnehmer (Norwegen)
| stlisierte Goldmedaille | stlisierte Silbermedaille | stlisierte Bronzemedaille |
| ----------------------- | ------------------------- | ------------------------- |
| 3                       | 2                         | 3                         |

Norwegen entsandte 13 Athletinnen und zwölf Athleten zu den Paralympischen Sommerspielen 2016 in Rio de Janeiro,  die in zehn Sportarten antraten. Fahnenträger für Norwegen bei der Eröffnungsfeier war der Segler Bjornar Erikstad.

## Medaillen

### Medaillenspiegel
| Rang   | Sportart  | Gold | Silber | Bronze | Gesamt |
| ------ | --------- | ---- | ------ | ------ | ------ |
| 1      | Schwimmen | 2    | 1      | 3      | 6      |
| 2      | Reiten    | 1    | 1      | 0      | 2      |
| Gesamt | Gesamt    | 3    | 2      | 3      | 8      |

## Teilnehmer nach Sportart

### Boccia
| Mixed          |            |             |      |   |   |               |               |               |               |               |               |    |
| Roger Aandalen | Einzel BC1 | K. Curinova | 2:3  | 0 | 4 | ausgeschieden | ausgeschieden | ausgeschieden | ausgeschieden | ausgeschieden | ausgeschieden | 13 |
| Roger Aandalen | Einzel BC1 | Yoo W.-j.   | 2:7  | 0 | 4 | ausgeschieden | ausgeschieden | ausgeschieden | ausgeschieden | ausgeschieden | ausgeschieden | 13 |
| Roger Aandalen | Einzel BC1 | D. Perez    | 0:11 | 0 | 4 | ausgeschieden | ausgeschieden | ausgeschieden | ausgeschieden | ausgeschieden | ausgeschieden | 13 |

### Bogenschießen
| Athleten           | Wettbewerb    | Qualifikation | Qualifikation | 1. Runde | 1. Runde | Achtelfinale  | Achtelfinale  | Viertelfinale | Viertelfinale | Halbfinale    | Halbfinale    | Finale        | Finale        | Rang |
| Athleten           | Wettbewerb    | Ringe         | Rang          | Gegner   | Ergebnis | Gegner        | Ergebnis      | Gegner        | Ergebnis      | Gegner        | Ergebnis      | Gegner        | Ergebnis      | Rang |
| ------------------ | ------------- | ------------- | ------------- | -------- | -------- | ------------- | ------------- | ------------- | ------------- | ------------- | ------------- | ------------- | ------------- | ---- |
| Männer             |               |               |               |          |          |               |               |               |               |               |               |               |               |      |
| Morten Johannessen | Compound Open | 648           | 24            | J. Milne | 136:143  | ausgeschieden | ausgeschieden | ausgeschieden | ausgeschieden | ausgeschieden | ausgeschieden | ausgeschieden | ausgeschieden | 17   |

### Leichtathletik
Springen und Werfen
| Athleten        | Wettbewerb       | Finale  | Finale | Rang |
| Athleten        | Wettbewerb       | Weite   | Rang   | Rang |
| --------------- | ---------------- | ------- | ------ | ---- |
| Männer          |                  |         |        |      |
| Runar Steinstad | Speerwerfen F44  | 50,78 m | 11     | 11   |
| Frauen          |                  |         |        |      |
| Ida Nesse       | Diskuswerfen F44 | 27,08 m | 7      | 7    |

### Radsport

#### Straße
| Athleten       | Wettbewerb           | Zeit         | Rang |
| -------------- | -------------------- | ------------ | ---- |
| Männer         |                      |              |      |
| Glenn Johansen | Einzelzeitfahren C3  | 45:47,58 min | 13   |
| Glenn Johansen | Straßenrennen C1–2–3 | 2:00:56 h    | 25   |

### Reiten
| Athleten | Wettbewerb(e)             | Punkte/Prozent | Rang |
| --- | ------------------------- | -------------- | ---- |
| Jens Lasse Dokkan mit Cypres                                                                                         | Individual Test-Grade Ia  | 70,087 %       | 9    |
| Birgitte Reitan mit Steffi Graf                                                                                      | Individual Test-Grade Ia  | 68,130 %       | 13   |
| Ann Cathrin Lubbe mit Donatello                                                                                      | Individual Test-Grade III | 72,878 %       |      |
| Ann Cathrin Lubbe mit Donatello                                                                                      | Kür Grade III             | 73,800 %       |      |
| Heidi Loeken mit Armano                                                                                              | Individual Test-Grade IV  | 62 333 %       | 7    |
| Heidi Loeken mit Armano                                                                                              | Kür Grade IV              | 66,900 %       | 6    |
| Jens Lasse Dokkan mit Cypres Ann Cathrin Lubbe mit Donatello Birgitte Reitan mit Steffi Graf Heidi Loeken mit Armano | Mannschaft                | 422,375 %      | 6    |

### Rudern
| Athleten         | Wettbewerb  | Vorlauf    | Vorlauf | Hoffnungslauf | Hoffnungslauf | Finale     | Finale | Rang |
| Athleten         | Wettbewerb  | Zeit (min) | Rang    | Zeit (min)    | Rang          | Zeit (min) | Rang   | Rang |
| ---------------- | ----------- | ---------- | ------- | ------------- | ------------- | ---------- | ------ | ---- |
| Frauen           |             |            |         |               |               |            |        |      |
| Birgit Skarstein | Einer ASM1x | 5:26,07    | 3       | 5:28,28       | 1             | 5:25,04    | 4      | 4    |

### Segeln
| Mixed                                                      |                       |      |   |   |
| Bjornar Erikstad                                           | Einer Kielboot 2.4mR  | 52,0 | 5 | 5 |
| Per Eugen Kristiansen Marie Solberg Aleksander Wang-Hansen | Dreier Kielboot Sonar | 54,0 | 5 | 5 |

### Schießen
| Athleten                    | Wettbewerb                  | Qualifikation   | Qualifikation | Finale          | Finale        | Rang |
| Athleten                    | Wettbewerb                  | Ringe/ Scheiben | Rang          | Ringe/ Scheiben | Rang          | Rang |
| --------------------------- | --------------------------- | --------------- | ------------- | --------------- | ------------- | ---- |
| Frauen                      |                             |                 |               |                 |               |      |
| Anne-Cathrine Kruger        | 10 m Luftpistole SH1        | 362             | 10            | ausgeschieden   | ausgeschieden | 10   |
| Monica Lillehagen           | 10 m Luftgewehr stehend SH1 | 402,8           | 8             | 119,3           | 6             | 6    |
| Monica Lillehagen           | 50 m Dreistellungskampf SH1 | 547             | 13            | ausgeschieden   | ausgeschieden | 13   |
| Mixed                       |                             |                 |               |                 |               |      |
| Anne-Cathrine Kruger        | 25 m Sportpistole SH1       | 522             | 29            | ausgeschieden   | ausgeschieden | 29   |
| Monica Lillehagen           | 10 m Luftgewehr liegend SH1 | 618,5           | 41            | ausgeschieden   | ausgeschieden | 41   |
| Paul Aksel Johansen         | 10 m Luftgewehr liegend SH1 | 627,2           | 28            | ausgeschieden   | ausgeschieden | 28   |
| Amanda Dybendal             | 10 m Luftgewehr liegend SH1 | 626,5           | 30            | ausgeschieden   | ausgeschieden | 30   |
| Heidi Kristin Soerlie-Rogne | 10 m Luftgewehr liegend SH2 | 629,2           | 19            | ausgeschieden   | ausgeschieden | 19   |
| Sonja Jennie Tobiassen      | 10 m Luftgewehr liegend SH2 | 627,7           | 25            | ausgeschieden   | ausgeschieden | 25   |
| Sonja Jennie Tobiassen      | 10 m Luftgewehr stehend SH2 | 624,0           | 21            | ausgeschieden   | ausgeschieden | 21   |
| Amanda Dybendal             | 50 m Gewehr liegend SH1     | 606,9           | 27            | ausgeschieden   | ausgeschieden | 27   |

### Schwimmen
| Athleten                | Wettbewerb            | Vorlauf     | Vorlauf | Finale        | Finale        | Rang   |
| Athleten                | Wettbewerb            | Zeit        | Rang    | Zeit          | Rang          | Rang   |
| ----------------------- | --------------------- | ----------- | ------- | ------------- | ------------- | ------ |
| Männer                  |                       |             |         |               |               |        |
| Andreas Skaar Bjornstad | 100 m Brust SB6       | 1:28,78 min | 4       | 1:26,07 min   | 4             | 4      |
| Andreas Skaar Bjornstad | 50 m Schmetterling S7 | 34,77 s     | 12      | ausgeschieden | ausgeschieden | 12     |
| Andreas Skaar Bjornstad | 400 m Freistil S7     | 4:59,23 min | 4       | 4:53,61 min   | 3             | Bronze |
| Andreas Skaar Bjornstad | 200 m Lagen SM7       | 2:50,76 min | 8       | 2:48,06 min   | 8             | 8      |
| Adam Ismael Wenham      | 100 m Brust SB14      | 1:09,59 min | 5       | 1:08,55 min   | 5             | 5      |
| Adam Ismael Wenham      | 200 m Freistil S14    | 2:07,56 min | 15      | ausgeschieden | ausgeschieden | 15     |
| Adam Ismael Wenham      | 200 m Lagen SM14      | 2:22,85 min | 15      | ausgeschieden | ausgeschieden | 15     |
| Frauen                  |                       |             |         |               |               |        |
| Sarah Louise Rung       | 50 m Rücken S5        | 49,37 s     | 6       | 45,40 s       | 3             | Bronze |
| Sarah Louise Rung       | 100 m Brust SB4       | 1:45,46 min | 1       | 1:44,94 min   | 1             | Gold   |
| Sarah Louise Rung       | 50 m Schmetterling S5 | 50,63 s     | 7       | 45,67 s       | 2             | Silber |
| Sarah Louise Rung       | 50 m Freistil S5      | 41,68 s     | 7       | 40,42 s       | 7             | 7      |
| Sarah Louise Rung       | 100 m Freistil S5     | 1:26,41 min | 6       | 1:25,04 min   | 6             | 6      |
| Sarah Louise Rung       | 200 m Freistil S5     | 2:54,73 min | 1       | 2:51,37 min   | 3             | Bronze |
| Sarah Louise Rung       | 200 m Lagen SM5       | 3:19,54 min | 1       | 3:15,83 min   | 1             | Gold   |

### Tischtennis
| Athleten     | Wettbewerb | Gruppenphase   | Gruppenphase | Achtelfinale | Achtelfinale | Viertelfinale | Viertelfinale | Halbfinale    | Halbfinale    | Finale        | Finale        | Rang |
| Athleten     | Wettbewerb | Gegner         | Erg.         | Gegner       | Erg.         | Gegner        | Erg.          | Gegner        | Erg.          | Gegner        | Erg.          | Rang |
| ------------ | ---------- | -------------- | ------------ | ------------ | ------------ | ------------- | ------------- | ------------- | ------------- | ------------- | ------------- | ---- |
| Männer       |            |                |              |              |              |               |               |               |               |               |               |      |
| Tommy Urhaug | Einzel C5  | E. Fetir       | 3:0          | —            | —            | Cheng M.-C.   | 3:1           | Cao N.        | 0:3           | M. Palikuca   | 1:3           | 4    |
| Tommy Urhaug | Einzel C5  | N. Savant-Aira | 3:0          | —            | —            | Cheng M.-C.   | 3:1           | Cao N.        | 0:3           | M. Palikuca   | 1:3           | 4    |
| Frauen       |            |                |              |              |              |               |               |               |               |               |               |      |
| Aida Dahlen  | Einzel C8  | Mao J.         | 0:3          | —            | —            | —             | —             | ausgeschieden | ausgeschieden | ausgeschieden | ausgeschieden | 5    |
| Aida Dahlen  | Einzel C8  | J. Medina      | 2:3          | —            | —            | —             | —             | ausgeschieden | ausgeschieden | ausgeschieden | ausgeschieden | 5    |